# Roublevka
La Roublevka (en russe : Рублёвка) est le nom officieux de la banlieue ouest de Moscou. Elle est située le long des routes Rublyovo-Uspenskoye et Podushkinskoe. 
La Roublevka tire son nom de l'autoroute Rublyovskoye shosse qui la traverse. Il n'existe aucune unité administrative officielle appelée « Roublevka » mais ce nom s'est popularisé dans la société et les médias russes pour désigner la banlieue huppée de Moscou,. 
Géographiquement la banlieue de Roublevka se compose des villages de Barvikha, Joukovka et Razdory auxquels sont parfois ajoutés les villages d'Oussovo (ru) et de Znamenskoye.
Ces trois villages s'organisent sous la forme de résidences fermées entourées de murs et protégées par des gardiens et des caméras de surveillance.

## Histoire
La Roublevka est le lieu de résidence privilégié des aristocrates et de la haute société russe depuis XVIe siècle.
Les empereurs Pierre le Grand et Catherine II venaient régulièrement faire des pèlerinages au monastère de Savino-Storozhevsky non loin.
La région a toujours été le lieu de prédilection des chasses à courre des tsars et des empereurs russes. La noblesse russe y venait régulièrement et notamment les princes Youssoupov, Chouvalov et Galitzine. Certains aristocrates s'étaient fait construire de véritables palais à l'image du domaine d'Arkhangelskoïe propriété de la famille Galitzine de 1706 à 1810 puis de la famille Youssoupov jusqu'en 1917 ou encore du domaine d'Ilynskoe propriété du Grand-duc Serge Alexandrovitch.
Sous l'Union soviétique c’est à la Roublevka que se trouvaient les datchas de Lénine, Staline ainsi que les résidences d’été de tous les secrétaires généraux du parti communiste de Nikita Khrouchtchev à Mikhaïl Gorbatchev. 
Depuis le milieu des années 1990 sont venus s'installer à la Roublevka des hauts fonctionnaires, des ministres, des hommes d'affaires et des stars de cinéma faisant du lieu un Beverly Hills russe.

## Géographie et accès
Le quartier est situé à 30 minutes à l'ouest de Moscou cependant la route qui y mène est parfois fermée en raison de déplacements de Vladimir Poutine et d'autres hauts responsables gouvernementaux russes qui y ont des résidences. 

## Résidences d’État
- Novo-Ogaryovo : résidence de travail du président russe
- Gorki-9 : résidence de travail du premier ministre russe
- Château Meyendorff